# Pronto (revista)
Pronto es una popular revista del corazón de España, que trata temas de actualidad, belleza, televisión, salud o cocina. Se publica desde el año 1972 y según datos de la OJD de julio de 2014, tiene una tirada media de 991 724 ejemplares y una difusión de 869 568, lo que la convierte en la revista más vendida de España. 
Está editada por Publicaciones Heres, propietaria a su vez de revistas como Súper Pop, Teleindiscreta, Nuevo Vale o Garbo. Su director es Antonio Gómez Abad y su sede está en la avenida Diagonal, Barcelona.